# Кивилаан, Трийну
Три́йну Ки́вилаан (эст. Triinu Kivilaan, род. 13 января 1989 в Вильянди, Эстония) — эстонская певица и модель, бывшая участница группы Vanilla Ninja.

## Биография
Трийну Кивилаан родилась в Вильянди, в детстве обучалась в музыкальной школе по классу фортепьяно и саксофону.
В настоящее время живёт в Праттельне (Швейцария). Её младшая сестра Керли Кивилаан — участница хип-хоп-группы «Põhja-Tallinn» с 2013 года.

## Карьера

### Модельная карьера
Трийну работала моделью в течение нескольких лет, в 2004 году выиграла конкурс Miss Model Estonia 2004.

### Карьера в группе Vanilla Ninja
В этом же году заменила в группе Vanilla Ninja солистку Маарью Киви, ушедшую из-за беременности. Другой претенденткой была Шарлин Реннит, однако выбор пал на Кивилаан — возможно, из-за её внешнего сходства с Маарьей, хотя сама Трийну это отрицает. Одновременно с работой в группе Трийну продолжила учёбу.

### Участие в Евровидение 2005
В составе группы Трийну Кивилаан представляла Швейцарию на конкурсе Евровидение 2005. Согласно правилам, всем участникам конкурса должно быть не менее 16 лет, Трийну на момент отборочного тура было только 15, поэтому участие группы в отборочном туре чуть не сорвалось. Однако, Европейский вещательный союз все-таки позволил девушкам участвовать в конкурсе, поскольку Трийну должно было исполниться 16 за четыре месяца до финала конкурса.
Хотя Кивилаан заменила в группе основную солистку и басистку Маарью Киви, сама Трийну стала лишь бэк-вокалисткой и басисткой; основной вокалисткой стала Ленна Куурмаа. Она появилась лишь в одном видеоклипе группы — «When The Indians Cry».

### Сольное творчество
А в декабре 2005 года Кивилаан покинула Vanilla Ninja в связи с творческими разногласиями с остальными участницами группы (Ленна Куурмаа, Катрин Сиска и Пирет Ярвис). После её ухода группа превратилась в трио. В настоящее время Кивилаан занимается сольной карьерой, выпустив в 2008 году несколько синглов и дебютный альбом Now and Forever.

## Дискография

### Альбомы
- Now and Forever (2008)

### Синглы
- Home (2008)
- Fallen (2008)
- Be With You(2008)
- Is It Me (2009)